# Tournehem-sur-la-Hem
Tournehem-sur-la-Hem – miejscowość i gmina we Francji, w regionie Hauts-de-France, w departamencie Pas-de-Calais.
Według danych na rok 1990 gminę zamieszkiwało 1069 osób, a gęstość zaludnienia wynosiła 59 osób/km² (wśród 1549 gmin regionu Nord-Pas-de-Calais Tournehem-sur-la-Hem plasuje się na 538. miejscu pod względem liczby ludności, natomiast pod względem powierzchni na miejscu 79.).